# Rémes sztorik
A Rémes sztorik (eredeti cím: Bobcat Goldthwait's Misfits & Monsters) 2018-ban bemutatott amerikai televíziós horror-vígjátéksorozat, amelynek alkotója, írója és rendezője Bobcat Goldthwait.
Az Amerikai Egyesült Államokban a tru TV tűzte műsorra 2018. július 11-én. Magyarországon a Humor+ sugározta.

## Epizódok

### 1. évad (2018)
| Sor. | Év. | Cím                                             | Premier                                 | Nézettség |
| ---- | --- | ----------------------------------------------- | --------------------------------------- | --------- |
| 1.   | 1.  | Bubu a medve (Bubba the Bear)                   | 2018. július 11. 2019. június 24.       | 0.198     |
| 2.   | 2.  | Regina és a vérfarkas (Face in the Car Lot)     | 2018. július 18. 2019. július 8.        | 0.158     |
| 3.   | 3.  | A farmerkabátos ördög (Devil in the Blue Jeans) | 2018. július 25. 2019. július 1.        | 0.165     |
| 4.   | 4.  | A rémkecske (The Goatman Cometh)                | 2018. augusztus 1. 2019. július 15.     | 0.208     |
| 5.   | 5.  | A hableány (Mermaid)                            | 2018. augusztus 8. 2019. augusztus 5.   | 0.223     |
| 6.   | 6.  | A balek (The Patsy)                             | 2018. augusztus 15. 2019. július 29.    | 0.142     |
| 7.   | 7.  | Egy jobb világ (Better World)                   | 2018. augusztus 22. 2019. július 22.    | 0.229     |
| 8.   | 8.  | Mézes élet (The Buzzkill)                       | 2018. augusztus 29. 2019. augusztus 12. | 0.177     |